# 米田大輔
米田 大輔（よねた だいすけ、1989年9月21日 - ）は、日本のフリースタイルプロBMXライダー。神奈川県出身。ホームのスケートパークは神奈川県藤沢市にある鵠沼海浜公園スケートパークである。身長165cm 、血液型A型。

## 来歴
小学生の頃、『筋肉番付』のスーパーライダーに憧れ、自転車競技バイクトライアルを知る。しかし当時は情報も少なく、小学生時代はバイクトライアルを始めることが出来なくて、普通の子供用の自転車でウィリーなどを練習していた。小学6年生の頃、モンベルのマウンテンバイク売り場で流れていたでマウンテンバイクのビデオに夢中になり、ビデオや雑誌を買い、競技用の自転車を扱うショップなどの情報を集めていった。中学1年生の夏頃からバイクトライアルを始め、高校に上がるまで夢中になる。バイクトライアルライダーであったが、よくスケートパークでも練習していた。ニックネーム「ダニエル」の由来はバイクトライアルの技のダニエルをやたらやるので、鵠沼海浜公園スケートパークのBMXライダー達に命名された。現在のホームのスケートパークも鵠沼海浜公園スケートパークである。中学3年生で、中学の文化祭の有志のステージで跳び箱を置き、バイクトライアルを全校生徒の前で披露した経験がある。高校入学後、1年間バイクトライアル、自転車に乗らなくなる。しかし高校の文化祭では、友人のダンサーとダンスとバイクトライアルが共演したステージを披露し、体育館に観客が入りきらないほど人を集めた。高校2年生になった頃、バイクトライアルからBMXに転向し、また自転車に乗り始める。その半年後、17歳で大技のバックフリップ（後方宙返り）を習得、それからダニエルといえばバックフリップというのが定着した。
2008年、それから2年半後、19歳の時、日本で年間3回行われる唯一のBMXパークコンテストendpoint81のRound 2 Round 3と2度2位に入賞、年間総合ランキングでも2位に入り、プロクラスに昇格が決定。大会では韓国で行われたChuncheon International Leisure Games2009で6位の成績を残した。2010年には日本人の大会史上初のフロントフリップを成功させ、KOD優勝。その他、回転系トリックでは日本人初の技、Flair 540Tailtap,バンクでのフロントフリップ、アジア人初の360Backflipなどがある。現在では、日本を代表するBMXライダーとなり、国内ではメディア出演を多く行なっている。『ラスト♡シンデレラ』では俳優の三浦春馬のBMX指導を担当し、ダニエル本人役としてもドラマ出演を果たした。そして国際大会に毎年出場し世界のレベルへ挑戦している。

## スポンサー
- JYKK JAPAN
- Flybikes
- UNIT JAPAN
- Counter Attraction
- Oakley Japan
- GOPRO
- BLUETAG
- DC
- EFX

## 受賞歴
2007年
- endpoint81 Round 1 アクションスポーツパーク岡山
ノービスクラス 2位

2008年
- endpoint81 Round 2 神戸 G'SKATE
エキスパートクラス 2位
- endpoint81 Round 3 アクションスポーツパーク岡山
エキスパートクラス 2位
Round2 Round3とも2位になり年間総合ランキングでも2位に入り、2009年度よりプロクラスに昇格。

2009年
- 韓国 Chuncheon International Leisure Games 2009
BMX (Park) 6位

2010年
- THE SESSION Vol.2 in お台場
KOD(King of Dirt) 1位 優勝
- RhyThm Jam 2010
プロクラス 3位
- 韓国 ChunCheon 2010 World Leisure Cup
Asia Class 3位
World Class7位(日本人最高位)

2011年
- Simpel Session 2011 Tallinn Estonia
56位(日本人最高位)

2012年
- Simple Session 2012 Tallin Estonia
79位(日本人最高位)
- ペルージャカップ 2012
オープンクラス(プロ) 3位

2014年
- Queensland Australia Freestyle Bmx Championship 
6位
- チャンプルーゲーム
優勝
- ペルージャカップ
11位

## メディア出演

### テレビ番組
テレビ
2010年
- J SPORTS

X-SPORTS Champion of X
チャンピオンの条件
- フジテレビ 流浪の冒険野郎 犬侍がゆく

2012年
- NHKショートドラマ『怪速少女』

2013年
- 日テレ ウルトラマンDASH
- フジテレビ ラスト♡シンデレラ
- 日テレ 欽ちゃんの仮装大賞
- 日テレ ぶらり途中下車の旅
- 日テレ 未来シアター

### テレビCM
- 2009年 SoftBank 940SH AQUOS SHOT（「BMX」篇）
- 2010年 MS&ADホールディングス （3つの力篇）

### 映画
- 2007年 自虐の詩 － BMXの少年 役
- 2010年 BECK

### PV
- 2009年 Kylee Vacancy
- 2013年 Def Tech  Marathon

### 雑誌
- 2008年
  - 神奈川日産オリジナル季刊誌 You〜yu vol.44
- 2009年
  - PEDAL SPEED vol.2
  - KRAZy street sports magazine/freepaper vol.15 表紙
  - KRAZy street sports magazine/freepaper vol.16
  - HIDDEN CHAMPION ISSUE#15
- 2010年
  - Samurai magazine 5月号
  - DC SHOES SPRING 2011 ASIA PACIFIC FOOTWEAR カタログ
  - Fine 9月号
  - Ollie 9月号
  - Bicycle Magazine Vol.20 インタビュー記載
  - STREET BIKERS 10月号
  - LOOP MAGAZINE 07
  - PEDAL SPEED Vol.8
- 2011年
  - A.R.T.BMX MAGAZINE Vol.1
  - A.R.T.BMX MAGAZINE Vol.2 表紙、インタビュー
- 2013年
  - 女性自身
  - Fine 12月号

## イベント
- 2009年
  - CYCLE MODE International 2009 幕張メッセ RED BULL BMX SHOW
  - RHYTHM JAM アクションスポーツパーク岡山 プロクラス デモ
- 2012年
  - LOVE-1 Festival BMX SHOW

## ウェブ
- 2009年
Vital BMX トップページに動画が記載